# Otto Bach
Otto Bach (Viena, 9 de febrer de 1833 – Waltersdorf, Baixa Àustria, 3 de juliol de 1893) fou un compositor i director austríac.
Estudià a Viena amb Simón Sechtem, i més tard a Berlín i Leipzig, abans de 1868 fou el successor de Hans Racket com a director artístic assistent del Mozarteum Dommusikverein. Set anys abans es va enfrontar per aquest lloc amb Anton Bruckner i no el guanyà. Després hi tornà i ja amb més experiència com a candidat, i l'1 de juliol de 1868 l'assolí. A primers d'abril de 1880 i en virtut de la imminent adquisició del Cercle per la Fundation International Mozarteum renuncià com a director artístic i es trasllada a Viena.
A més de la seva feina pel Mozarteum, Bach també va ser mestre de capella de la taula de cançons a Salzburg.
Com a compositor en llur estada a Salzburg, Bach assolí èxits amb llurs quatre simfonies i cinc òperes, i sobretot amb Leonore (1874).
Era germà del baró Alexander Freiherr von Bach, ex ministre d'interior austríac (1849-1859).
Se li deuen les obres:
- Medea
- Els Argonautes (1870)
- Sardanapal i Leonora (1874)[3]
- Quatre simfonies
- Un Rèquiem
- Misses
- Corals